# 2015年歐洲運動會阿爾巴尼亞代表團
阿爾巴尼亞參加2015年6月12日至28日在亞塞拜然巴庫舉行的2015年歐洲運動會。